# معبد النار سياهغل
معبد النار سياهغل (بالفارسية: آتشکده سیاهگل) هو معبد نار تاريخي يعود إلى عصر الساسانيين، ويقع في مقاطعة إيوان.

## الموقع
يقع معبد النار هذا على بعد 15 كم من قرية سرتنک سفلی على ضفاف نهر کنکیر.

## مواصفات البناء
يحتوي هذا المبنى التاريخي على شرفة مربعة تبلغ مساحتها 5 × 5 أمتار وارتفاعها حوالي 10 أمتار. يبلغ قطر جدرانه مترًا واحدًا وبه مدفأة وفي الجزء العلوي توجد ثقوب قد تكون لتخرج الدخان من الوقود. كانت المنطقة المحيطة بهذا المبنى محاطة بساحة ، ولكن تم تدميرها الآن بسبب عوامل طبيعية وغير طبيعية. هذا المبنى مصنوع من الحجر والملاط والجص وترتبط هندسته المعمارية بالعصر الساساني.